# Lapillopsidae
Lapillopsidae es una familia extinta de temnospóndilos que vivieron a comienzos del período Triásico, en lo que hoy es Australia y la India. Presentaban un cuerpo compacto y adaptada a un medio ambiente terrestre, en contraste con la mayoría de los temnospóndilos del Triásico, los cuales se habían adaptado casi exclusivamente a un medio acuático. Exhibían una inusual convergencia evolutiva con Dissorophidae, un grupo de temnospóndilos que vivieron desde finales del período Carbonífero hasta comienzos del Pérmico.

## Taxonomía
Se conocen los siguientes géneros y especies de la familia Lapillopsidae: 
- Género: Lapillopsis.
  - Lapillopsis nana Warren and Hutchinson, 1990.[1]
- Género: Manubrantlia.
  - Manubrantlia khaki Yates & Sengupta, 2002.[2]
- Género: Rhigerpeton.
  - Rhigerpeton isbelli Gee, Beightol & Sidor, 2023.[3]
- Género: Rotaurisaurus.
  - Rotaurisaurus contundo Yates, 1999.[4]